# Martin Weikert
Martin Weikert (* 29. Juli 1914 in Spittelgrund, Österreich-Ungarn; † 28. April 1997 in Erfurt) war ein deutscher Generalleutnant des Ministeriums für Staatssicherheit (MfS) in der DDR und von 1953 bis 1957 Stellvertreter des Ministers für Staatssicherheit der DDR.

## Leben
Weikert wurde als Sohn eines Schuhmachers und einer Textilarbeiterin geboren. Nach dem Besuch der Volksschule und einer Gewerblichen Fortbildungsschule begann er 1929 eine Lehre als Zimmermann. Während dieser Zeit wirkte Weikert auch als Sekretär des Kommunistischen Jugendverbandes der Tschechoslowakei für das Gebiet Grottau-Kratzau. 1933 wurde Weikert arbeitslos. Nach dem Machtantritt der Nationalsozialisten im benachbarten Deutschen Reich wirkte er illegal als Grenzkurier und reiste dann in die Sowjetunion, wo er zwischen 1934 und 1935 an der Moskauer Internationalen Lenin-Schule der Komintern ideologisch ausgebildet wurde. Nach seiner Rückkehr trat Weikert 1935 der Kommunistischen Partei der Tschechoslowakei (KSČ) bei und wurde Gebietssekretär für Nord- und Ostböhmen. In den Jahren 1937 bis 1938 leistete er seinen Wehrdienst in der Tschechoslowakischen Armee.
Nach dem Verbot der KSČ und der deutschen Besetzung des Landes emigrierte Weikert 1939 in die Sowjetunion, wo er in Stalingrad eine Schlosserausbildung aufnahm und sich dem Nationalkomitee Freies Deutschland anschloss. Zwei Jahre später übersiedelte Weikert in die Kasachische SSR und arbeitete dort als Schlosser. Ab 1942 erhielt er Spezialausbildungen auf dem Gebiet der Nachrichtentechnik in Ufa und Moskau. Nach Ausbruch des Slowakischen Nationalaufstandes meldete sich Weikert Anfang September 1944 freiwillig in Kiew bei der Aufstellung von Partisaneneinheiten. Er wurde illegal nach Banská Bystrica in die Slowakei eingeflogen und wirkte dort als Funker des Partisanenhauptstabes.
Weikert wurde nach dem Ende des Zweiten Weltkrieges im Jahre 1945 Mitarbeiter des Zentralkomitees der KSČ. 1946 übersiedelte er von Prag in die Sowjetische Besatzungszone nach Deutschland und ließ sich in Halle nieder. Hier wurde er Mitglied der SED und zunächst als Personalleiter der Deutschen Volkspolizei des Landes Sachsen-Anhalt eingesetzt und übernahm ab 1947 die Leitung der Politischen Polizei (Dezernat K 5) in Sachsen-Anhalt. Ab 1949 leitete Weikert die Landesverwaltung zum Schutz der Volkswirtschaft Sachsen-Anhalts, die im darauffolgenden Jahr als Länderverwaltung dem MfS angeschlossen wurde.
Nach Bildung der Bezirke in der DDR wurde Weikert im Juli 1952 Leiter der Bezirksverwaltung Halle des MfS.
1952 wurde Weikert in Berlin zum Gruppenleiter des MfS berufen und am 1. Januar 1953 zum Stellvertreter des Ministers für Staatssicherheit, Wilhelm Zaisser ernannt. Zugleich leitete Weikert zwischen April und Juni 1955 kommissarisch auch die für die Überwachung und Absicherung der Kasernierten Volkspolizei zuständige Hauptabteilung I. 1956 wurde Weikert zum Leiter der Bezirksverwaltung Groß-Berlin der Staatssicherheit berufen. Mit dem Rücktritt des Ministers Ernst Wollweber schied auch Weikert aus dem Amt des stellvertretenden Ministers aus. Am 1. November 1957 übernahm er die Leitung der Bezirksverwaltung Erfurt des MfS. Weikert gehörte von 1963 bis 1982 der SED-Bezirksleitung Erfurt an. 1976 wurde er zum Generalleutnant befördert. Weikert trat 1982 in den Ruhestand.

## Auszeichnungen
- 1955 Vaterländischer Verdienstorden in Bronze
- 1961 Dukla-Medaille der ČSSR
- 1974 Vaterländischer Verdienstorden in Gold
- 1984 Karl-Marx-Orden
- 1989 Orden Stern der Völkerfreundschaft